# مارسيو كارلسون
مارسيو كارلسون (بالبرتغالية: Márcio Carlsson) مواليد 24 يناير 1975 في فلوريانوبوليس، هو لاعب كرة مضرب برازيلي سابق بدأ مسيرته كمحترف سنة 1994 وكان يلعب باليد اليمنى، اعتزل اللعب في 2007. أعلى تصنيف له في الفردي كان المركز الـ 119 في سنة 1998. أعلى تصنيف له في الزوجي كان المركز الـ 166 في سنة 1999.

## النهائيات

### الزوجي: (2)
| الرقم | السنة | الدورة                  | الأرضية | الشريك        | المنافس في النهائي            | النتيجة في النهائي |
| ----- | ----- | ----------------------- | ------- | ------------- | ----------------------------- | ------------------ |
| 1.    | 1998  | أولم، ألمانيا           | ترابية  | خايمي أونسينس | ديرك دير مايكل كولمان         | 6–4, 6–7, 6–3      |
| 2.    | 2007  | فلوريانوبوليس، البرازيل | ترابية  | لوكاس إنجل    | براين دابيول ماكسيمو غونزاليس | 6–4, 2–6, [14–12]  |

## روابط خارجية
- مارسيو كارلسون على موقع رابطة محترفي التنس (الإنجليزية)
- مارسيو كارلسون على موقع الاتحاد الدولي لكرة المضرب (الإنجليزية)
- مارسيو كارلسون على موقع كأس ديفيز (الإنجليزية)
- مارسيو كارلسون على موقع خلاصة التنس.كوم (الإنجليزية)